# New Deal

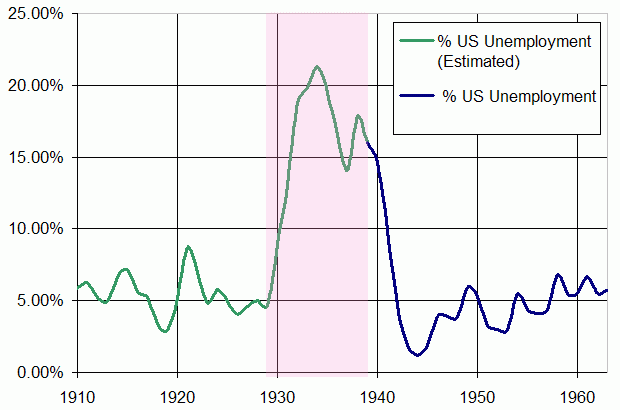
Arbetslöshet i USA under mitten av 1900-talet.

New Deal, Den nya given, var USA:s president Franklin D. Roosevelts reformprogram som lanserades med början 1933, som genom att skapa arbetstillfällen för de arbetslösa syftade till att häva den allt djupare depression som hade börjat med börskraschen på Wall Street 1929. New Deal låg till grund för Roosevelts politik 1933-38. Viktiga delar därav förklarades dock grundlagsvidriga av USA:s högsta domstol, men i mera moderat form fortsatte reformprogrammet till hans död 1945 och delvis även därefter av Harry S. Truman (1945-53), som dock även hade ett eget program kallat Fair Deal. 
"New Deal" kallas på svenska också "Den nya given", där giv är ett uttryck hämtat från kortspel. Uttrycket användes första gången av Roosevelt i ett tal under demokraternas nationella konvent 1932 då han hade blivit utsedd till partiets presidentkandidat: "I pledge you, I pledge myself to a new deal for the American people."
New Deal bestod av olika delprogram. De viktigaste var National industrial recovery act (stöd till industrin) och Agricultural adjustment act (stöd till jordbrukare) och Public works administration (igångsättandet av offentliga arbeten) och Work Projects Administration.
Staten satte igång arbeten, bland annat vägbyggen.
I det fattiga Tennessee öppnade man fabriker och byggde dammar. Bönderna fick låna pengar så att de kunde köpa moderna maskiner till jordbruk bland annat och dra in elektrisk ström i sina hus. De fick betalt för att inte odla på vissa fält.
På det sättet skulle det inte bli överskott av livsmedel och för låga priser.
Fackföreningarna fick rätt att förhandla om löneavtal för sina medlemmar och man stiftade lagar om socialförsäkringar. 